# 泗洲头镇
泗洲头镇，是中华人民共和国浙江省宁波市象山县下辖的一个乡镇级行政单位。

## 行政区划
泗洲头镇下辖以下地区：
泗洲头社区、泗洲头村、上峙后村、下峙后村、东联村、后王村、塘岸村、西洋村、肖胡村、横埕村、杨大场村、张岙村、金家岙村、何婆岭村、峙前村、下马岙村、上马岙村、墩岙塘村、墩岙村、苏岙村、泗联村和大理村。